# AG-41 (Spanje)

De AG-41

De AG-41 of Autovía de Salnés (Galicisch: Autovía do Salnés) is een autovía in Galicië en verbindt Portela (AP-9) met Sanxenxo over een afstand van 18 kilometer. Het voorlopig laatste deel van de snelweg werd opengesteld in 2012.